# Niquemepa de Ugarite
Niquemepa (m. ca. 1 270 a.C.) foi o quarto rei de Ugarite, uma cidade-Estado no noroeste da Síria.

## Vida

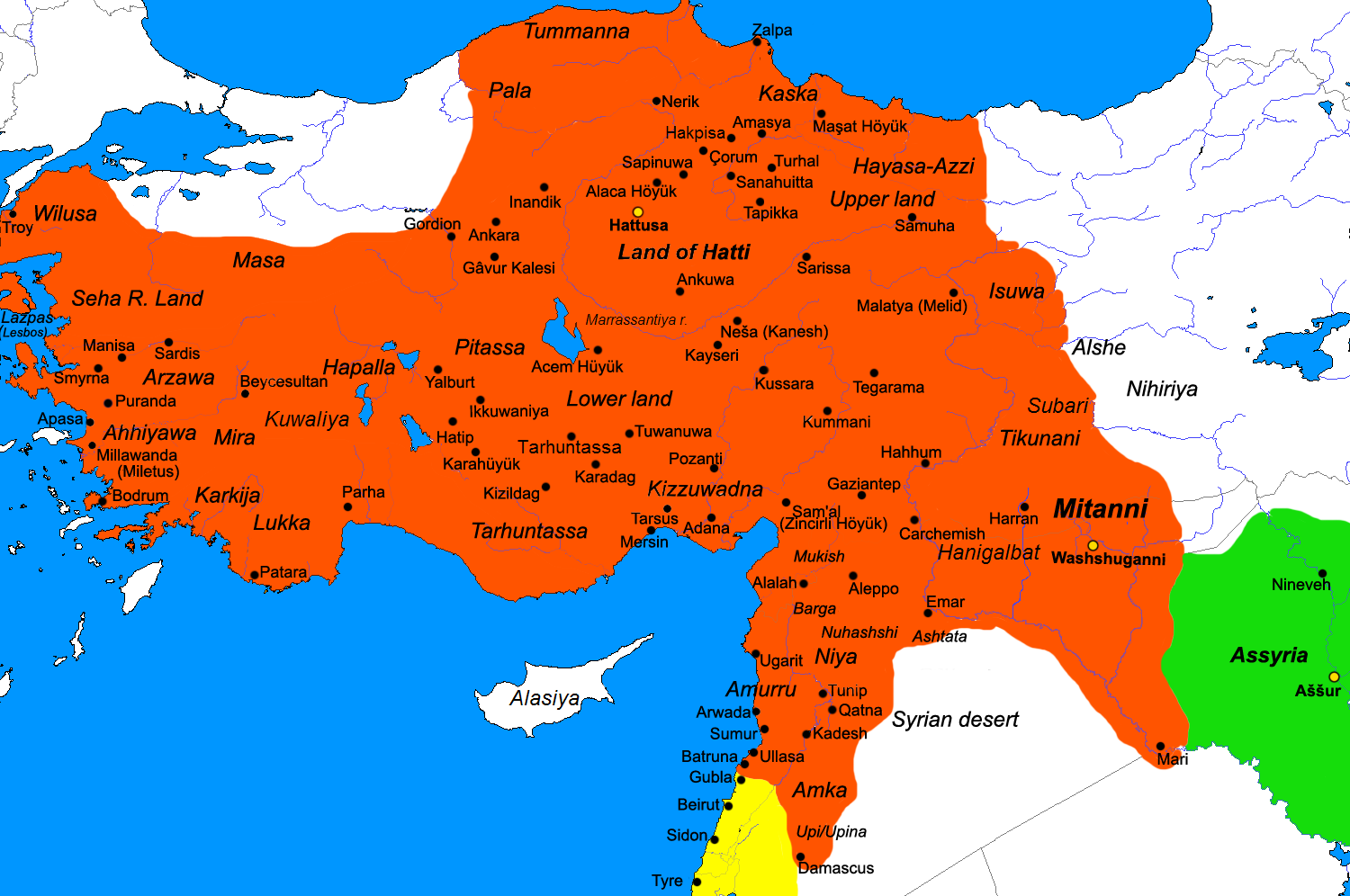
Império Hitita sob e

Niquemepa foi contemporâneo de Mursil II e Hatusil III do Império Hitita, bem como de Horemebe e Seti I do Egito. Niquemepa é bem documentado pelos textos cuneiformes encontrados em Ugarite. Governou por aproximados 50 anos (ca. 1320-1 270 a.C.), o que fez de seu reinado um dos mais longos da história da cidade. Era filho de Niquemadu II e irmão e sucessor de Aralba. Aralba governou por apenas dois anos e foi forçado a abdicar em favor de seu irmão pelo rei hitita Mursil após sua tentativa fracassada de aproximar-se do Egito para firmar uma aliança anti-hitita.
Niquemepa foi instalado por Mursil e foi forçado a assinar um novo tratado declarando explicitamente que Ugarite era Estado vassalo dos hititas. O tratado revela que Niquemepa tinha um harém, e alega que sua mulher e filhos seriam responsabilizados se falhasse em honrar suas obrigações. Ao mesmo tempo, Ugarite perdeu controle do território de Xianu (Shiyannu) a leste, reduzindo pela metade a área controlada por Niquemepa.
A sucessão foi confirmada por Mursil II e Xianu foi colocada sob controle direto de Carquemis, então governava por descendentes dos reis hititas como "vice-reis". Contudo, devido a perda de Xianu, e por solicitação de Niquemepa, o tributo pago por Ugarite foi reduzido por ⅓. Durante o reinado de Niquemepa, Ugarite ficou inteiramente circundada por áreas sob controle hitita. Niquemepa casou-se com a princesa Aatmilcu do Reino de Amurru no sul. Após um longo reinado de aproximados 50 anos como vassalo de quatro reis hititas sucessivos, Niquemepa foi sucedido por seu filho Amitanru II.